# Къща на Стоян Чомаков
Къщата на д-р Стоян Чомаков е къща от епохата на Възраждането, намираща се в архитектурния резерват Старинен Пловдив на улица Съборна в град Пловдив в Пловдивска област в Южна България .

## Характеристики
Д-р Стоян Чомаков е един от най-известните борци за независима българска църква през Възраждането. Къщата му се намира на централната улица на Стария Пловдив и е построена през 1858 – 1860 г. в неокласически стил. Интериорът на къщата е богато украсен с орнаменти и дърворезба. След освобождението на България потомците на д-р Чомаков въвеждат къщата в експлоатация като резиденция на Фердинанд I Български.
Къщата е градена на видно място в Стария град, откроява се със силуета на един от забележителните паметници на пловдивската възрожденска къща.
Фасадата на къщата е строга, раздвижена единствено от среден ризалит без портик, от който се надвесва лек балкон, правещ сянка на двураменното, каменно стълбище. Ъглите на сградата и рамките на прозорците от приземието са изградени от правилно издялани и споени каменни блокчета, оставени без да са измазани. Прозорците на горния етаж са фланкирани от пиластри с изящни капители в дорийски стил и увенчани с дъговидни арки. Горната част на средния ризалит завършва с малък триъгълен фронтон в римски стил.
От входното стълбище се влиза в предверие с мраморен под. След него се открива широк хайет, в дъното на който започва двураменно стълбище, което води към втория етаж. Таваните на предверието и хайета са дъсчени тип „асма“, с богата орнаментировка. Украсени са с резбовани от дърво „слънца“. Приземният етаж включва още четири симетрично разположени стаи, два килера и коридор, водещ към баня и кухня с голямо огнище.
От 1950 г. сградата функционира като детски отдел на Народна библиотека „Иван Вазов“. От 1984 г. в сградата се помещава изложба, посветена на българския художник Златю Бояджиев, и е най-голямата колекция от негови творби, с общо 72 картини.